# بيدرو جوميز
بيدرو جوميز (بالإنجليزية: Pedro Gomez) هو معلق رياضي وصحفي أمريكي، ولد في 17 أغسطس 1962.